# Visual Basic for Applications
Visual Basic for Applications (VBA, Visual Basic для Додатків) — дещо спрощена реалізація мови програмування Visual Basic, вбудована в лінійку продуктів Microsoft Office (включаючи версії для Mac OS), а також в багато інших програмних пакетів, такі як AutoCAD, WordPerfect і ESRI ArcGIS. VBA покриває і розширює функціональність спеціалізованих макросів, що раніше використалися, таких як WordBasic.
VBA є інтерпретованою мовою. Як свідчить його назва, VBA близький до Visual Basic, але може виконуватися лише в рамках додатку, в який він вбудований. Крім того, він може використовуватися для управління одним додатком з іншого, за допомогою OLE Automation (наприклад, таким чином можна створити документ Word даних з Excel). В майбутньому Microsoft планує замінити VBA на Visual Studio Tools for Applications (VSTA) — 
інструментарій розширення функціональності додатків, заснований на Microsoft .NET.

## Дивись також
- Visual Basic
- JavaScript
- BeanShell